# Havnelageret

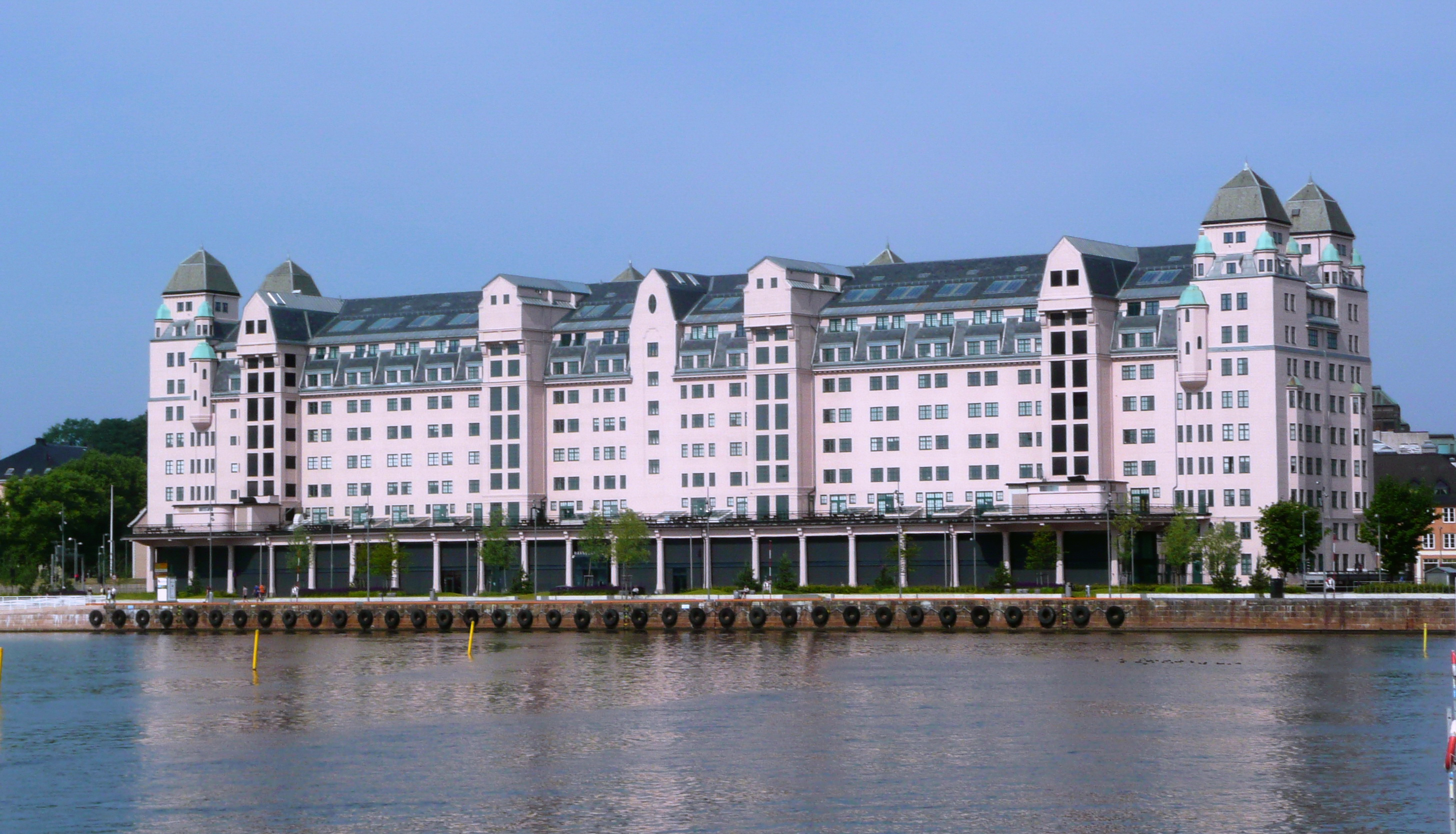
Havnelageret im Jahre 2015

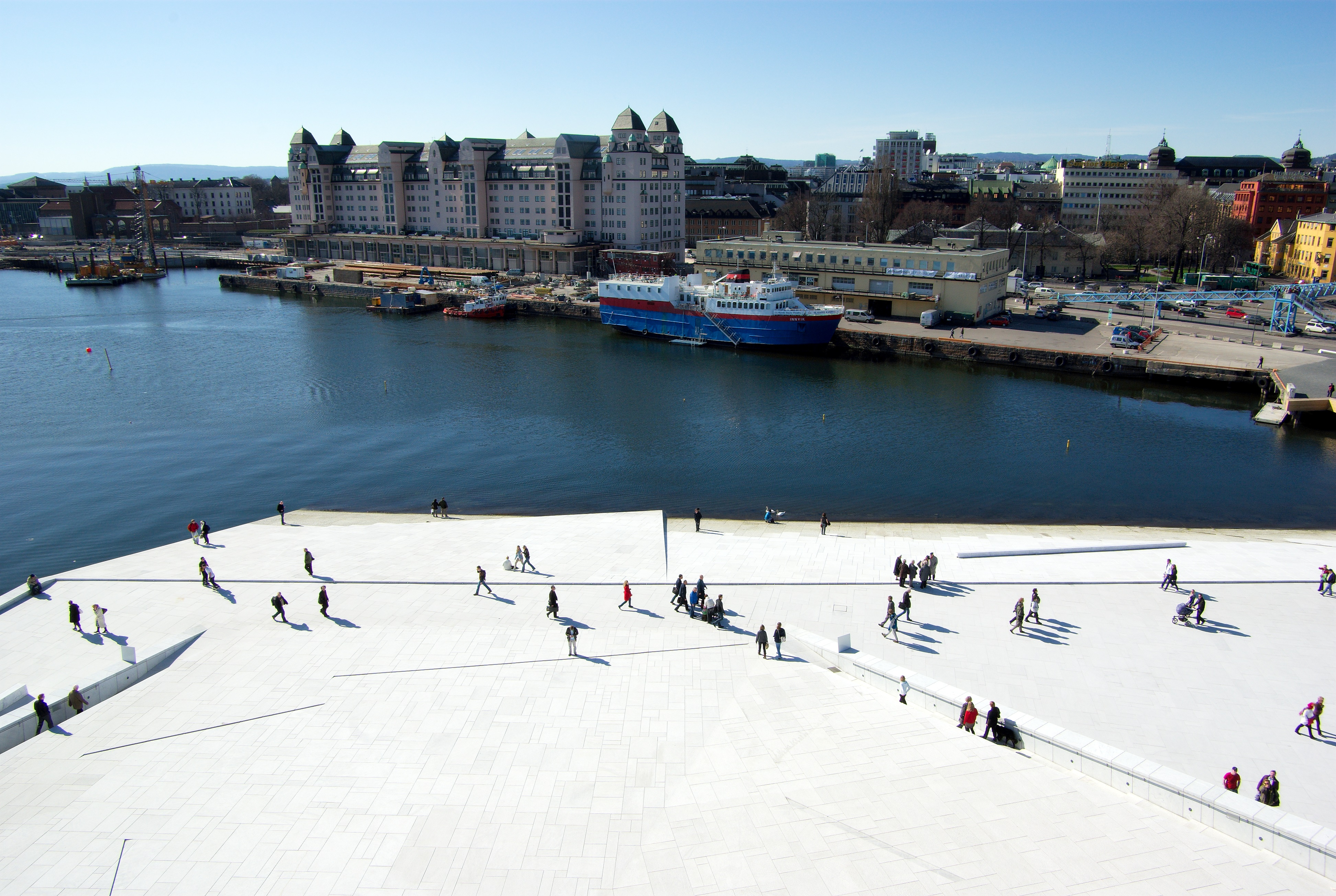
Blick vom Dach des 2008 eröffneten Osloer Opernhauses

Havnelageret (auch Oslo Havnelager, deutsch: „Hafenspeicher“) ist ein ehemaliger Speicher, heutiges Bürogebäude und Sitz der Zeitung Dagbladet, der sich am Langkaia 1 im Zentrum der norwegischen Hauptstadt Oslo befindet. Bei seiner Fertigstellung im Jahr 1921 war das Gebäude der größte Betonbau Europas und der größte Bau überhaupt in den nordischen Ländern.

## Bau
Für damalige Verhältnisse bedeutete der komplizierte Bau eine große Herausforderung. Aufgrund seiner Größe wurde das Fundament auf Felsen gelegt, die sich erst in einer Tiefe von 20 Metern befanden. Die Gründungskonstruktion besteht aus 130 Pfeilern, die von 1550 Pfählen gestützt werden. Das Havnelageret gilt in Norwegen als Pionierarbeit bei der Verwendung von Betonsäulen und war dermaßen solide, dass während des Zweiten Weltkriegs die vierte Etage als Luftschutzbunker diente.
Das zehnstöckige Gebäude mit einer Fläche von 39.708 m² ist im nordischen Neubarockstil gebaut und enthält Elemente des Klassizismus und Jugendstils. Mit Kranschächten, Giebeln und Türmen wird die Fassade aufgelockert, wodurch seine scheinbare Größe äußerlich verringert wird. Wegen der hellrosa Fassade wird das Havnelageret auch als „rosa Palast“ in Bjørvika (det «rosa palasset» i Bjørvika) bezeichnet.
Die Kosten wurden ursprünglich auf 3,2 Millionen Norwegische Kronen veranschlagt, beliefen sich am Ende aber auf 9,3 Millionen Kronen, was Lohn- und Preissteigerungen während des Ersten Weltkriegs geschuldet ist.

## Geschichte

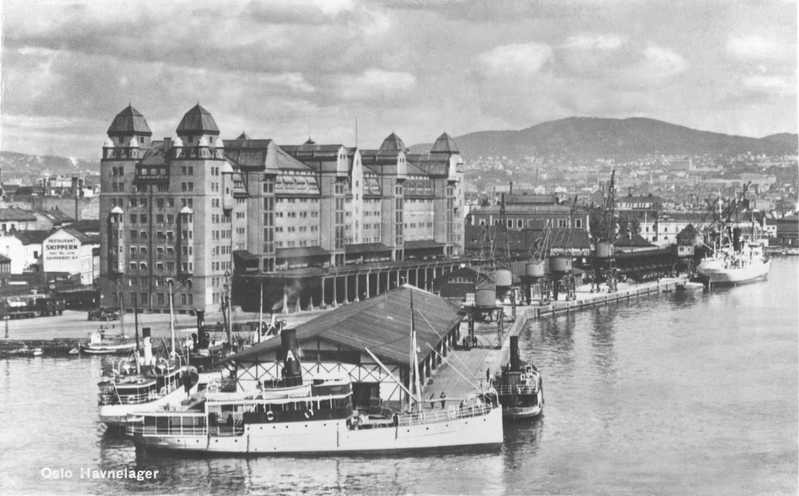
Havnelageret in den 1930er Jahren

Das von dem Architekten Bredo Berntsen (1877–1957) entworfene Gebäude wurde in der Zeit von 1916 bis 1920 gebaut und zeugt von der rasanten Entwicklung der norwegischen Seeschifffahrt während und nach dem Ersten Weltkrieg. 60 Jahre lang hielten bis zu 1000 Hafenarbeiter den Speicher am Leben, bis Anfang der 1980er Jahre die Funktion als Lagerhaus endete. Aufgrund nachlassender Nachfrage nach Speicherplatz nahmen die Hafenaktivitäten am Langkaia ab und verlagerten sich in andere Hafengegenden.
Im Jahr 1965 erhielt Berntsen für das Oslo Havnelager den Architekturpreis Betongtavlen. Der Preis wird vom „Norwegischen Architektenverband“ und der „Norwegischen Betonvereinigung“ an Bauwerke in Norwegen vergeben, bei denen Beton „umweltgerecht, ästhetisch und technisch in herausragender Weise“ verwendet wurde.
Nach einer Totalsanierung, durchgeführt vom Osloer Architektenbüro arkitektene as, übernahm der Hafenspeicher vermehrt Bürofunktionen. Als „Jakobs Traum“ (Jacobs drøm) 1983 wiedereröffnet, zogen in dessen neuentstanden Büros Finanzunternehmen, Reedereien und Ölgesellschaften ein. Ende 2003 begann erneut eine umfassende Modernisierung, nachdem  die staatliche Gesellschaft Entra Eiendom das Haus vom skandinavischen Einkaufszentrenbetreiber Steen & Strøm ASA kaufte. Bis 2011 oder 2012 wird mit dem Abschluss der Modernisierungsmaßnahmen gerechnet, die mit der Fertigstellung des Bjørvikatunnels, eines neuen Absenktunnels vor dem Gebäude, einhergehen. Über dem Tunnel entsteht eine Hafenpromenade, die das Havnelageret zur innerstädtischen Bucht Bjørvika öffnet und leichter vom gegenüberliegenden Osloer Opernhauses aus erreichen lässt.
Im Mai 2008 bezog die Tageszeitung Dagbladet ihre neuen Redaktionsräume im Havnelageret, in dem seither sowohl die Print- als auch Online-Redaktion Norwegens zweitmeistgelesener Zeitung untergebracht sind.